# Room Of King
『Room Of King』（ルーム オブ キング）は、2008年10月4日から11月29日までフジテレビ系の土曜ドラマ枠で、毎週土曜日の23:10 - 23:55（JST）に放送された水嶋ヒロ、鈴木杏主演の連続テレビドラマ。2009年7月22日にDVD-BOXが発売された。

## 概要
森次郎（もりじ）と浅田朝子は、それぞれ不動産屋「伊集院」にさそわれ、高級マンション「KING」でルームシェアすることに。ルームシェアする9人の入居者達の容姿、性格、職業は、まったく統一感がなくバラバラ。
当初は選ばれた理由も目的も不明だったが、いつのまにか、入居者の中から、部屋の王「Room of King」を決めることになっていた。
果たして「Room of King」の称号を得るのは誰なのか……。

## 登場人物

### KINGの入居者
森 次郎：水嶋ヒロ
生花店「nemus florist」とバーのバイトを掛け持ちしているフリーター。通称もりじ。生花店でバイトする前はコンビニで働いていた。ケチャップ、練り物が大好き。
浅田 朝子：鈴木杏
青山の銀行に勤務しているOL（父親は同銀行の九州支店長）。通称朝ちゃん。明るいが、自覚なしに死語を使う一面がある。OLからアイドルに転身。
真島 洋平：渡部篤郎
サラリーマンからスタイリストに転身したベジタリアン。通称マジマックス。
響 京子：井川遥
響産婦人科のドクターであり院長をしている。雇っている看護師はなぜか全員イケメン。知られたくない過去がある。
孫 健一：板尾創路
料理人。経営する創作日本料理店には、乗馬しながら思いついた珍メニューを置いている。ブランドショップ「PRAHA」の立てこもり強盗犯に対し、拡声器で歌を歌って、投降を説得した。
藤城 和江：石野真子
夫と小学6年生の子どもを家に残し、もりじ達が住んでいる「KING」に入居した主婦。性格は人懐っこく、キュートなルックス。得意料理は鍋。
田中 正一：深沢敦
IT関係の仕事をしている。もりじ達が住む前から「KING」に入居しているが、自分の部屋に引きこもって仕事をすることが多く、姿を表すことはほとんどない。通称ロクさん。好物はバナナ。
細野 春臣：平山広行
「マルタフィルム」という映画会社のプロデューサー。通好みの映画作品ばかりを配給。
高草木 空：大倉孝二
元サラリーマンのニート。部屋中に、草木で作った染料を使って絵を描いている。

### 不動産屋
伊集院 竹：斉木しげる
伊集院 梅：我修院達也
伊集院 松：ミッキー・カーチス
青山にある不動産屋（営業時間は21:00～24:00）。日時と客によって、店舗にいる人間が異なる。

### KING住人の勤務先
篠原：霧島れいか
もりじがバイトをしている生花店の店長。
真田：中村果生莉
もりじがバイトをしている生花店の店員。
マスター：ムロツヨシ
もりじがバイトをしているバーのマスター。
土方マリア：秋本奈緒美
もりじがバイトをしているバーの客。
堀田ノボル：前田健
マジマックスと同じ職場で働くヘアメイク。
リバー：内田滋
マジマックスのアシスタント。第5話でアシスタントを辞めてしまう。
石井清美：安藤サクラ／鈴木和子：小林きな子
朝子の友人で銀行員。
柴田勝：伊吹吾郎
朝子をスカウトした芸能プロダクション「オフィス・ウィッシュ」の大物マネジャー。
孫の彼女：小林愛
孫の店を手伝っている。小劇団の女優。
看護師：君沢ユウキ、吉田友一、豊永利行、未来弥、冨森ジャスティン、辞本直樹
響の病院で働くイケメン看護師。

### その他
次郎の母（第1話）：酒井麻吏
刑事（第1話）：堀部圭亮
京子の父（第1話）：佐戸井けん太
布袋寅泰（第2話）：布袋寅泰 （本人役での出演）

## スタッフ
- 脚本：大宮エリー
- 演出：大宮エリー、大木綾子、平野眞、洞功二
- プロデューサー： 中島久美子
- タイトルコール：古賀慶太
- 製作・著作：フジテレビ

## 主題歌
- キマグレン「愛 NEED」（less than zero）

## 書籍
- Room Of King シナリオ・ガイドブック（2008年11月28日発売、扶桑社）ISBN 9784594058203[2]

## サブタイトル
| 第1話                                                      | 2008年10月4日  | 男女9人で同居!? 謎のゲームKINGが今始まる       | 響京子 マジマックス | 大宮エリー | 10.4% |
| 第2話                                                      | 2008年10月11日 | ピンチはチャンス!? 大物アーチストが登場!!      | もりじ              | 大宮エリー | 7.1%  |
| 第3話                                                      | 2008年10月18日 | 叱って欲しい女と男!? もりじパリでチャンス到来! | 浅田朝子            | 大木綾子   | 8.2%  |
| 第4話                                                      | 2008年10月25日 | 運命の赤い糸と新住人登場! もりじパリで大成功!? | 孫健一              | 大木綾子   | 5.0%  |
| 第5話                                                      | 2008年11月1日  | 月夜の告白とアイドル誕生! キングに芽生えた友情 | 響京子              | 平野眞     | 6.1%  |
| 第6話                                                      | 2008年11月8日  | 禁断のルール発表!! 9番目の住人と不動産の謎とは | 伊集院松・竹・梅    | 洞功二     | 6.3%  |
| 第7話                                                      | 2008年11月15日 | 同居が崩壊する時! 住人達の過去と秘密が明らかに | －                  | 大木綾子   | 8.1%  |
| 第8話                                                      | 2008年11月22日 | 急展開!?キングに近づく住人と 一発逆転のライブ! | －                  | 平野眞     | 6.6%  |
| 第9話 (最終回)                                             | 2008年11月29日 | キング発表と住人の反乱!? 素晴しき仲間達の行方  |                     | 大木綾子   | 7.2%  |
| 平均視聴率 7.2% （視聴率は関東地区・ビデオリサーチ社調べ） |                |                                                |                     |            |       |

## 脚註
1. ↑  『Room Of King』 秋の土曜ドラマは水嶋ヒロ、鈴木杏主演!!
2. ↑  “ルーム オブ キング シナリオ・ガイドブック”.   扶桑社. 2025年5月6日閲覧。